# Der Sprung
Der Sprung ist ein Roman der Schweizer Schriftstellerin Simone Lappert. Er erschien am 1. September 2019 im Diogenes Verlag.
Die Leser erfahren vom Leben von sieben verschiedenen Charakteren aus der Stadt Thalbach. Jedes Kapitel trägt den Namen einer dieser sieben Personen, die von ihren Lebens- und Denkweisen erzählen.
An einem heißen Sommertag ist viel los. Von überall her tönen Sirenen und vor einem lokalen Lebensmittelladen, der normalerweise kaum Kunden mehr hat, wird die Schlange immer länger. Grund für diese Aufregung ist eine Frau, die auf einem Dach steht und wütend Ziegel herunterwirft. Vor dem Haus stehen hunderte Schaulustige. Einige rufen ihr sogar zu, sie soll herunterspringen.
Egal ob Geliebter, ehemalige Nanny, Nachbarin oder Polizist, jede der sieben Personen hat einen speziellen Bezug zu diesem Ereignis oder zu der Frau auf dem Dach und im Verlauf des Textes kommen immer mehr Beziehungen und Zusammenhänge ans Licht.

## Inhaltsangabe
Felix der Polizist sitzt an einem Sommernachmittag bei Roswitha im Kaffeehaus. Er ist in seine Gedanken vertieft und er macht sich Sorgen um seine schwangere Freundin Monique.
Das nächste Kapitel dreht sich um die Schneiderin Maren. Sie möchte am Abend ihren Mann Hannes mit Pudding, Prosecco und Zigaretten verführen. Jedoch achtet ihr Mann seit seinem vierzigsten Geburtstag auf seine Gesundheit. Nach seiner Verweigerung der süßen Speise, isst sie ihre vorbereiteten Köstlichkeiten weinend selbst.
Das dritte Kapitel dreht sich um Egon, einen ehemaligen Hutmacher. Gegenüber von Roswithas Kaffeehaus befindet sich sein ehemaliges Geschäft, welches durch einen Handy-Reparaturladen ersetzt wurde. Er sitzt oft bei Roswitha und beobachtet traurig sein altes Geschäft.
Im nächsten Kapitel stiehlt der Velokurier Finn mit seiner Freundin Manu ein Weidenröschen auf dem Polizeirevier. Manu will Pflanzen aus den Töpfen zurück in die Natur bringen.
Henry, ein Obdachloser, sammelt Kräuter, die er später zum Abendessen kocht. Dabei erinnert er sich gerne an die Zeit, in welcher er mit seiner Ex-Frau in Freiburg gelebt hat. Die Nacht verbringt er oft im Park mit seinem Freund, dem dürren Lukas.
Der Polizist Felix kommt nach seinem Polizeieinsatz erschöpft nach Hause. Seine Freundin Monique ist bereits besorgt. Sie streiten sich und schließlich verbringt er die Nacht im Keller. Am nächsten Morgen erhält er einen Notruf, weil sich jemand das Leben nehmen will.
Theres und ihr Mann Werner besitzen einen Lebensmittelladen in der Stadt. Der Umsatz ist sehr schlecht, sie haben kaum Kundschaft. Werner ist meist traurig und Theres weiß, dass sie den Laden bald schließen müssen.
Winnie möchte ihre Schultern ausrenken, damit sie den Sportunterricht schwänzen kann, denn sie wird von ihren Klassenkameraden wegen ihres Übergewichts gemobbt.
Finn und Manu streiten sich am Morgen, weil Finn Manu auf ihre Vergangenheit angesprochen hat. Daraufhin verlässt Manu wütend das Haus.
Im folgenden Kapitel redet Edna, eine Seniorin, mit ihrer Schildkröte Cosima. Als sie das Haus verlassen will, entdeckt sie eine Frau, welche wütend Ziegelsteine vom gegenüberliegenden Hausdach wirft. Sie wählt den Notruf und verschanzt sich in ihrem Haus.
Bei Theres und Werner ist plötzlich der ganze Laden voller Kunden und draußen ertönen überall Sirenen. Als sich Theres auf den Weg zur Bank macht, entdeckt sie eine riesige Menschenmasse vor einem Wohnblock. Auf dem Dach steht eine Frau, welche wütend Ziegelsteine herunterwirft.
Auch Finn, der mit seinem Fahrrad durch die Stadt fährt, entdeckt seine Freundin auf dem Dach. Er bleibt entsetzt stehen und vergisst, dass er eine wichtige Aufgabe absolvieren müsste.
Felix, der mittlerweile versucht, die junge Frau vom Dach runter zu holen, erinnert sich aufgrund des Staubs im Haus an den tragischen Tod seines besten Freundes in der Kindheit und er kann nicht weiterarbeiten, wird in Roswithas Café gebracht.
Ernesto, ein Modedesigner aus Italien entdeckt in den Nachrichten einen Hut, der seine Kollektion perfekt vervollständigen würde und er macht sich auf den Weg nach Thalbach auf die Suche nach diesem Hut.
Astrid will Bürgermeisterin von Freiburg werden. Zu Hause nervt sie sich wegen ihrer Schwiegermutter Helga und ihrem Ehemann Stefan. Plötzlich erhält sie einen Anruf, dass ihre Schwester auf einem Dach steht und runterspringen will. Sie spricht mit ihrer Schwester auf dem Dach und sie erfährt von Manu, die endlich spricht, dass sie ausgesperrt geworden ist.
Maren verschwindet zwischenzeitlich mit dem Barockmusiker Jaris nach Paris, ohne ihrem Mann Hannes eine Nachricht zu hinterlassen. In Paris ist Jaris aber sehr abweisend und zeigt kein Interesse an Maren. Er zeigt nicht das von Maren erwartete sexuelle Interesse.
Am nächsten Morgen steht Manu immer noch auf dem Dach. Plötzlich geht sie zielstrebig auf die Dachkante zu und schreitet einfach darüber hinaus ins Leere. Sie lässt sich in die Tiefe fallen und landet in der Sprungmatte. Sie wird in eine psychiatrische Klinik eingeliefert.
Zur gleichen Zeit stirbt Werner, der Mann der Ladenbesitzerin Theres.
Nach der großen Aufregung geht das Leben in Thalbach mehr oder weniger gleich weiter und man merkt bald nichts mehr von diesem Ereignis.

## Figuren
Die Kapitel des Texts sind nach einzelnen Figuren aufgeteilt und nach diesen benannt. In den jeweiligen Kapiteln wird die Figur der Kapitelüberschrift zum Protagonisten. Die Kapitel sind nach folgenden Figuren aufgeteilt:
Felix: Felix arbeitet in Thalbach als Polizist. Er lebt mit seiner schwangeren Freundin Monique zusammen. Mit Hilfe seiner Arbeit entzieht er sich täglich der Realität und seinem durch Moniques Schwangerschaft hervorgebrachtes Kindheitstrauma. In seiner Kindheit hat Felix mitansehen müssen, wie sein damaliger bester Freund Iggy bei einem Asthmaanfall ums Leben gekommen ist. Felix gibt sich die Schuld an dessen Tod, da er im entscheidenden Moment, das für Iggy überlebenswichtige Asthmaspray nicht hatte finden können.
Maren Fritsche: Maren ist Schneiderin, lebt zusammen mit ihrem Ehemann Hannes Fritsche in der obersten Wohnung des Hauses, auf dem die Frau (Manu) steht. Früher hat sie ihre Leidenschaft für Süßigkeiten mit Hannes geteilt. Doch vor einigen Jahren hat Hannes begonnen, intensiv Sport zu treiben und auf seine Ernährung zu achten. Die drastische Veränderung von Hannes schadet der Beziehung sehr. Hannes lehnt nicht nur Marens Essgewohnheiten ab, sondern immer mehr auch sie als Person. Als Maren aufgrund der Situation nicht in ihre Wohnung gelassen wird und Hannes wieder einmal nicht ans Telefon geht, dreht Maren durch und beschließt mit Jaris, einem Charmeur und alten Bekannten von ihr, nach Paris durchzubrennen. Jaris jedoch ist nicht wirklich interessiert an ihr.
Egon Moosbach: Egon Moosbach ist ein altmodischer Herr, welcher in der örtlichen Metzgerei arbeitet. Allerdings ist Egon Vegetarier und lehnt dementsprechend seinen Job ab. Er ist gelernter Hutmacher und hat früher ein Geschäft gegenüber von Roswithas Café besessen. Er sitzt häufig in jenem Café, da er Interesse an Roswitha zu haben scheint. Zudem kann er von der Caféterrasse aus seinen alten Laden, in dem sich nun ein Handy Geschäft befindet, beobachten. Egon stammt aus einer Familie von leidenschaftlichen Jägern. Er besucht regelmäßig seine, im Altersheim lebende, demente Mutter.
Finn Holzer: Finn ist Fahrradkurier. Dadurch macht er seine Leidenschaft zum Beruf. In Thalbach hat er seine Freundin Manu kennengelernt. Finn hat sich Hals über Kopf in Manu verliebt und verspürt eine Faszination ihr gegenüber. Er träumt und plant schon des längeren, eine Fahrradtour über Neapel oder Istanbul nach New York, weiß aber nicht, wie er dies Manu mitteilen soll.
Astrid Guhl: Astrid Guhl ist die ältere Halbschwester von Manu. Die beiden haben dadurch, dass ihre Mutter Alkoholikerin und ihr Vater gewalttätig gewesen sind, eine schwere Kindheit erlebt. Astrid ist Politikerin und möchte Bürgermeisterin von Freiburg werden. Mit ihrem Mann Stefan Guhl möchte sie sich ein Haus auf Usedom kaufen. Dabei steht ihr jedoch ihre Schwiegermutter Helga im Weg, die sie unter Druck setzt, endlich ein Kind zu bekommen und sie zur Großmutter zu machen. Astrid jedoch fühlt sich nicht bereit eine Familie zu gründen, da ihre Karriere für sie im Vordergrund steht.
Henry: Henry ist obdachlos und achtet dennoch auf eine gute Hygiene. Er denkt häufig an die Zeit vor seiner Obdachlosigkeit, als er noch mit seiner nun Ex-Frau Esther zusammen mit dem gemeinsamen Sohn in Freiburg gewohnt hat. Über seine Familie und sein Leben damals ist wenig bekannt. Henry schreibt und verkauft kleine Zettel mit Fragen, welche die Leute zum Denken und Reflektieren über sich selbst anregen sollen. Er übernachtet häufig zusammen mit dem jungen, aufgedrehten Obdachlosen «Dürren Lukas» im Stadtpark.
Theres: Sie und ihr Mann Werner besitzen und betreiben einen kleinen Supermarkt. Der Laden geht allmählich zu Grunde, doch durch den neuen Besucheransturm, verursacht durch die Menschenmasse, die sich in der Nähe des Ladens bildet, wird das Geschäft und die Beziehung zwischen dem alten Paar wieder angekurbelt. Theres ist begeistert von der neu gewonnenen Lebensfreude von Werner.
Winnie: Die Jugendliche ist übergewichtig und wird deshalb von ihren Klassenkameraden Timo und Salome gemobbt. Sie leidet so sehr darunter, dass sie versucht ihre Schulter auszurenken, um nicht am Schwimmunterricht teilzunehmen und sich nicht im Badeanzug zeigen zu müssen. In ihrer Freizeit zeichnet sie Comics und erschafft sich somit ihre eigene Welt, in der sie als Superheldin gegen Gegner kämpft, welche ihren Mobbern entsprechen.
Edna: Die alte grimmige Frau lebt allein mit ihrer Schildkröte Cosima. Die Kettenraucherin ist traumatisiert aus ihrer Zeit als Lokführerin, während der sich gleich zwei Menschen vor ihren Augen das Leben genommen haben, indem sie sich vor ihr auf die Gleise geworfen haben. Dadurch ist sie sofort alarmiert, als sie Manu auf dem Dach stehen sieht und kontaktiert umgehend die Polizei. Sie zeigt sich in der Öffentlichkeit böse und gehässig. Jedoch scheint sie dieses Verhalten im Nachhinein zu bereuen.
Ernesto Valone: Ernesto Valone ist ein bekannter italienischer Modedesigner. Er befindet sich ich einer Krise, da ihm in seiner neusten Kollektion etwas fehlt. Sein Assistent Tommaso Rossi gibt ihm den Ratschlag etwas zu tun, was er sonst nicht tut, um sich zu inspirieren und um auf neue Ideen zu kommen. Daraufhin sieht sich Ernesto seit langem wieder einmal die Nachrichten im Fernsehen an, wo momentan von Manu berichtet wird. Dort sieht er den Filzhut, welcher in die Kamera gehalten wird. Ernesto ist daraufhin völlig begeistert von dem Hut und möchte diesen in seiner Kollektion haben.

### Figurenkonstellation

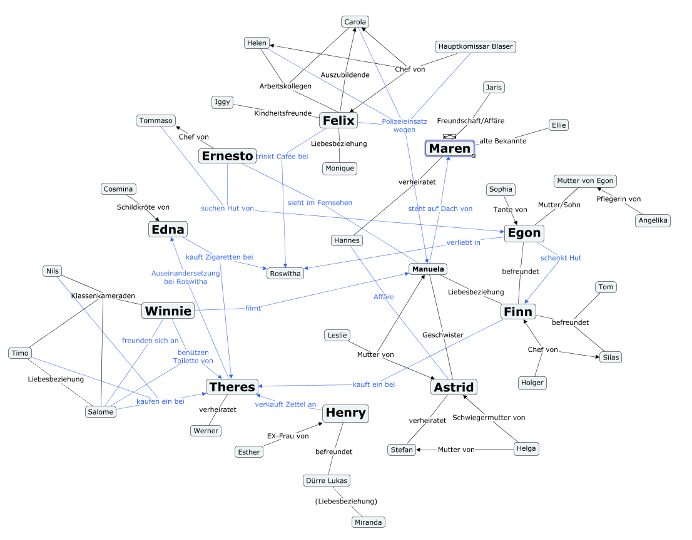
Figurenkonstellation zu „Der Sprung“ von Simone Lappert

### Figurenübersicht
| Name                        | Übersicht                                                     |
| Felix                       | Polizist                                                      |
| Monique                     | Freundin von Felix, schwanger                                 |
| Iggy/Ignazius               | Kindheitsfreund von Felix, tot                                |
| Carola                      | auszubildende Polizistin                                      |
| Hauptkommissar Blaser       | Polizist, Hauptkommissar                                      |
| Helen                       | Polizistin                                                    |
| Roswitha                    | Restaurant-/Cafébesitzerin                                    |
| Maren Fritsche              | Schneiderin                                                   |
| Hannes Fritsche             | Mann von Maren, Banker, Affäre mit Astrid                     |
| Jaris                       | Musiker, Charmeur, Weltenbummler, befreundet mit Maren        |
| Ellie                       | Alte Bekannte von Maren                                       |
| Egon Moosbach               | Gelernter Hutmacher, Metzger, Vegetarier, mit Finn befreundet |
| Egons Mutter                | Jägerin, lebt in Altersheim, dement                           |
| Sophia                      | Tante von Egon, Jägerin, tot                                  |
| Siegfried                   | Dackel von Sophia                                             |
| Walter                      | Jäger, befreundet mit Mutter von Egon, tot                    |
| Herr Ribowski               | Hundebesitzer, im Altersheim                                  |
| Angelika                    | Pflegerin von Egons Mutter                                    |
| Finn Holzer                 | Fahrradkurier, Manus Freund                                   |
| Manu / Manuela Kühne / Nunu | Freundin von Finn, Störgärtnerin, Frau auf dem Dach           |
| Leslie Kühne                | Manus Mutter                                                  |
| Astrid Guhl                 | Ältere Halbschwester von Manu, Politikerin, Affäre mit Hannes |
| Stefan Guhl                 | Mann von Astrid                                               |
| Helga                       | Mutter von Stefan                                             |
| Leo                         | (Sohn) von Finn, starb mit 15 Jahren (an Krebs)               |
| Silas                       | Fahrradkurier, mit Finn befreundet                            |
| Tom                         | Bekannter von Finn, Fahrradkurier                             |
| Holger                      | Chef von Finn, Chef der (Kurier-)Zentrale                     |
| Otto                        | Alter Chef der (Kurier-)Zentrale                              |
| Henry                       | Obdachloser                                                   |
| Esther                      | Ex-Frau von Henry                                             |
| Der Dürre Lukas             | Obdachloser                                                   |
| Miranda                     | Freundin von Lukas                                            |
| Theres                      | Ladenbesitzerin                                               |
| Werner                      | Mann von Theres, Ladenbesitzer                                |
| Winnie                      | Jugendliche, wird gemobbt                                     |
| Salome                      | Jugendliche, mobbt Winnie                                     |
| Timo                        | Jugendlicher, mobbt Winnie, (Ex-)Freund von Salome            |
| Nils                        | Jugendlicher, mit Timo befreundet                             |
| Edna                        | Alte Frau, ehemalige Lokomotivführerin                        |
| Cosima                      | Schildkröte von Edna                                          |
| Ernesto                     | Italienischer Modedesigner                                    |
| Tommaso Rossi               | Assistent von Ernesto                                         |

### Machtkonstellation

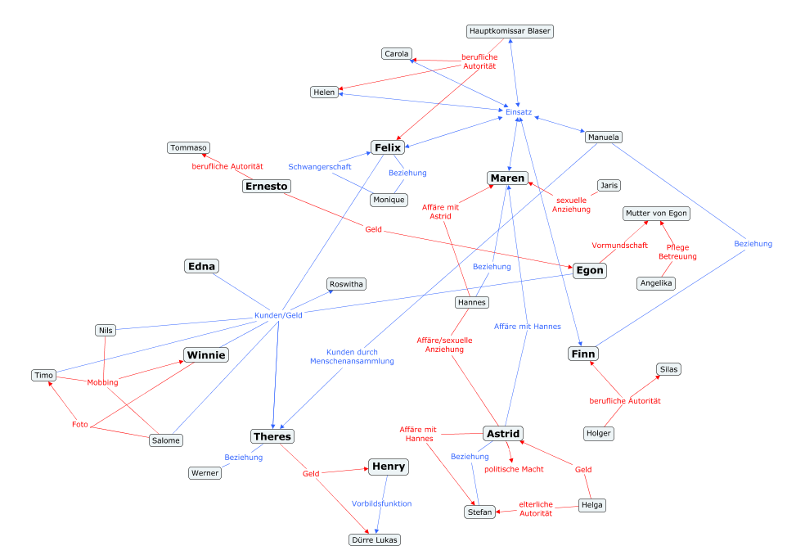
Machtkonstellation zu „Der Sprung“ von Simone Lappert

Der Text verdeutlicht einerseits aktive Machtausübungen, andererseits passive Machtverhältnisse. Der Sprung handelt davon, wie sich die Wege unbekannter Personen kreuzen und wie sich dadurch ihr Leben verändert. Dadurch sind besonders passive Machtverhältnisse präsent.
Durch den Aufenthalt von Manu auf dem Dach wird ein Polizeieinsatz eingeleitet. Die Polizisten üben Druck und somit auch Macht auf Manu aus. Manu jedoch steht im Zentrum der Situation und übt Macht auf die Polizisten und anwesenden Personen aus. Sie bestimmt die Dauer und den Verlauf des Einsatzes. Zudem übt sie passiv Macht aus gegenüber Maren, der es nicht mehr erlaubt ist, ihre Wohnung zu betreten.
Berufliche Autorität: Hauptkommissar Blaser nutzt aktiv und bewusst seine berufliche Autorität zum einen gegenüber den untergeordneten Polizisten und zum anderen gegenüber der gebildeten Menschenansammlung. Ähnlich ist Ernesto Tommaso beruflich übergeordnet, als auch Holger gegenüber Finn und Silas.
Mobbing: Mobbing ist eine besonders deutliche Form einer aktiven Machtausübung. Durch diskriminierendes und erniedrigendes Verhalten stellen sich Timo und seine Freunde über Winnie und spielen sich dadurch auf.
Affäre: Sexuelle Beziehungen können aktiv als Druckmittel fungieren, als auch passiv berufs- oder beziehungsschädigend sein. Hannes Affäre mit Astrid schadet seiner Beziehung mit Maren.
Politische Macht: Politik regelt das Zusammenleben von Menschen, folglich besitzen Politiker. Somit besitzt Astrid bis zu einem geringen Masse Macht über die Bewohner Thalbachs.
Geld: Das geregelte Leben der Menschen ist durch Geld bestimmt. Folglich sind nahezu alle davon abhängig und somit wird dieses als Mittel eingesetzt, Macht auszuüben. Das Einkommen von Theres und Werner hängt von ihren Kunden ab. Diese üben also passiv Macht auf die Ladenbesitzer aus. Des Weiteren besitzt Henry wenig Geld und ist dadurch sozial den Wohlhabenderen untergeordnet.
Beziehungen: In einer Liebesbeziehung oder auch einer engen Freundschaft befinden sich die jeweiligen Partner stets in einem Machtverhältnis gegenüber einander. Eine physisch oder psychisch intime Beziehung verlangt Vertrauen. Dieses Vertrauen und die mit den anderen geteilten Informationen über einen selbst können als Machtmittel angesehen und benutzt werden.

## Interpretation

### Themen

#### Sprung, Veränderung
Der Titel «Der Sprung» bietet einige Interpretationsmöglichkeiten. Doch schon das Wort «Sprung» hat verschiedene Bedeutungen: Überwinden einer Distanz, eines Hindernisses; kurze Strecke; feiner Riss in einer Mauer oder einem Gegenstand.
Ein Luftsprung drückt Freude, Begeisterung, oder auch Wut und Ärger aus. Es gibt aber auch den Sprung ins Ungewisse oder den Sprung in die Tiefe. Der Titel «Der Sprung» löst also einige Assoziationen aus. Simone Lappert befasst sich in ihrem Roman mit den verschiedenen Bedeutungen.
Auf den ersten Seiten des Textes steht Manu auf einem Dach und scheint runterspringen zu wollen. Ein Sprung in die Tiefe, ein Suizid. Sie gebärdet sich im Verlaufe der zwei Tage und Nächte auf dem Dach als verrückt: Sie wirft Ziegel herunter, schreit und tobt, will sich nicht hinunterlocken lassen. Die sensationsgierigen Zuschauer denken sich womöglich, sie sei verrückt. Zunächst deutet die Situation auf einen anstehenden Suizid hin. Später begeht Manu den Sprung in die Tiefe, allerdings ins weiche Sprungkissen. Ihr Leben, welches schon vor dem Ereignis durch viele Risse geprägt ist, zerspringt dabei. Sie wird in eine Psychiatrie eingeliefert, wo versucht wird, die Risse in ihrer Seele zu entfernen. Auch die Beziehung zu Finn zerbricht durch dieses Ereignis. Obwohl Manu nicht vorhatte, Selbstmord zu begehen, ist Suizid ein zentrales Thema des Textes.
Alle Figuren des Romans erleben in den drei Tagen, in denen sich die Stadt wegen Manu in einer Art Ausnahmezustand befindet, einen Sprung in ihrem Leben.
Die eindrücklichsten Veränderungen erfahren folgende Figuren:
Winnie, die eine Freundin gewinnt und ihre Peiniger bestraft, erfährt eine positive Wendung.
Maren, die nach dem unseligen Ausflug mit ihrem Geliebten endlich ihre Situation erkennt, zu sich steht und ihren untreuen Ehemann verlässt, erlebt eine Selbstbefreiung.
Ernesto findet dank der Berichterstattung im Fernsehen seine Inspiration.
Felix, der Polizist, dessen Beziehung mit seiner schwangeren Partnerin Monique auf wackeligen Beinen steht, erleidet infolge des Ereignisses einen Zusammenbruch. Dadurch erkennt er aber, dass er unvermeidlich mit Monique über sein Kindheitstrauma sprechen muss, damit seine Familie nicht zerrissen wird.
Theres Herz erleidet einen Riss, wird gebrochen. Ihr Mann Werner stirbt am Tag nach dem großen Ansturm in ihrem Laden. Aus ihren Plänen gemeinsam nach New York zu fliegen wird nichts. Allerdings erfährt sie auch, wie wertvoll ihre Sammlung von fehlerhaften Plastikfigürchen aus Überraschungseiern ist, was ihr neue Perspektiven eröffnet.
Finn schafft es nicht, den Sprung in Manus Vergangenheit zu wagen, und somit ihre ganze Persönlichkeit kennenzulernen. Ihre Beziehung zerreißt.
Manu springt vom Dach und wird in die Psychiatrie eingewiesen.
Der Text ist passend zum Titel sehr sprunghaft geschrieben. Die Autorin lässt die Leserschaft von Figur zu Figur springen. Jedes Kapitel ist einer Person gewidmet. Man erfährt bruchstückhaft immer mehr über die verschiedenen Leben. Grundsätzlich werden die Ereignisse der drei Tagen chronologisch erzählt. Es gibt aber auch zahlreiche Sprünge in die Vergangenheit, Rückblenden. Simone Lappert schafft Verbindungen zwischen den Personen, die den Roman zusammenhalten.

#### Geheimnisse
Viele Dinge und Begebenheiten werden verheimlicht. Diese Geheimnisse belasten die Leben der Figuren, vor allem deren Beziehungen, schwer. Gleichzeitig zeigt Simone Lappert mittels ihrer Figuren auch auf, wie bequem es in einer Beziehung sein kann, nicht zu viel über den andern zu wissen. Es scheint oft einfacher zu sein, Vermutungen nicht auf den Grund zu gehen und nicht zu sehr nachzuforschen.
Zum Beispiel verschweigt Manu Finn ihre Vergangenheit. Er weiß praktisch nichts über sie, was nicht mit ihrer Gegenwart zu tun hat. Erst als die Polizei ihn fragt, wie die Frau auf dem Dach heiße, realisiert er so richtig, wie wenig er über Manu weiß, da er nicht einmal über ihren Nachnamen Auskunft geben kann. Sie will nicht über ihre Vergangenheit sprechen, jedoch denkt er sich nicht viel dabei, denn er wähnt sich glücklich mit ihr. Die Art, wie sie an ihrem letzten gemeinsamen Morgen auseinandergehen zeigt die Risse in ihrer Beziehung, als auch die Oberflächlichkeit und die Genügsamkeit mit dem Hier und Jetzt. Vergangenheit und Zukunft stehen im Hintergrund.
Hannes hintergeht seine Freundin Maren, er hat eine Affäre. Er erzählt Maren immer, er müsse arbeiten oder behauptet, er sei beim Sport. Doch oftmals ist er in einem Hotel mit Astrid. Auch Astrid verheimlicht ihrerseits die Treffen mit Hannes vor ihrem Ehemann.
Das Geheimnis um den Tod seines Jugendfreunds belastet Felix so sehr, dass er fast seine Partnerin verliert und einen Zusammenbruch erleidet.

#### Suizid
Die Polizei und die Schaulustigen haben das Gefühl, dass Manu Selbstmord begehen will. Manche der Schaulustigen fordern Manu auf, hinunter zu springen. Auch durch Winnie spricht die Autorin das Thema Suizid an. Winnie wird in der Schule gemobbt und hatte auch schon Suizidgedanken. Salome, die von Winnie Hilfe bekommt, obwohl sie nie nett zu Winnie ist, weint und sagt sie würde auch lieber dort oben stehen und hinunterspringen, weil sie aus Angst vor Cybermobbing verzweifelt ist. Doch Winnie tröstet sie und ist entsetzt, wie Salome so etwas sagen kann. Edna, welche die Polizei ruft, als sie die Frau oben sieht, hat zwei schlimme Erfahrungen miterlebt. Während ihrer Karriere als Lokomotivführerin haben sich zwei Personen vor den fahrenden Zug geworfen. Edna beschäftigen die schrecklichen, traumatischen Vorfälle noch immer. Es prägt ihr leben, sie hat ihren Beruf nach diesen Vorfällen nicht mehr ausführen können.

#### Sensationsgier
Nicht zuletzt ist der Sprung ein Text über Sensationsgier, Schamlosigkeit und fehlendes Mitgefühl. Ungeniert installieren sich die Leute auf dem Platz vor dem Haus, auf dessen Dach Manu steht. Amüsiert schauen sie Manu zu, kommentieren jede ihrer Bewegungen und manche feuern sie sogar an «doch endlich zu springen».
Auch die Medien filmen, machen Interviews und nutzen die Möglichkeit der Berichterstattung. Manchen Zuschauern gewähren sie die Möglichkeit, einige Minuten im Rampenlicht zu stehen, indem sie ein Interview geben können.
Des Weiteren bietet der Text Denkanstöße zu den Themen Erfolgsgier, Mobbing und Beziehungen.

### Motive

#### Roswitha
Roswitha ist in der Ortschaft bekannt, da ihr das Kaffeehaus gehört. Sie bildet ein Bindeglied zwischen den Figuren. Während der Leser/die Leserin über sie nicht viel erfährt, scheint sie vieles über die anderen zu wissen. Zudem bietet die Terrasse ihres Cafés den Schaulustigen einen exklusiven Blick zum Haus, auf welchem Manu steht.

#### Hut
Egon der gelernte Hutmacher schenkt Finn, der für ihn kuriert, einen Filzhut. Als die Medien Finn im Laden von Theres und Werner filmen und interviewen wollen, stülpt Finn als Schutz den Hut auf das Objektiv der Kamera. So gerät der Hut in die Tagesschau. Henry der Obdachlose findet den Hut später draußen und nimmt ihn mit. Ernesto sieht im Fernsehen zufällig den besagten Hut in der Berichterstattung über Thalbach. Er sieht in diesem Hut die Rettung seiner neuen Kollektion. Zusammen mit seinem Assistenten reist er nach Thalbach, findet den Hut und kauft ihn Henry ab. Der Hut taucht immer wieder auf und verbindet dadurch vier Figuren.

#### Wetter
Die ganze Erzählung findet während drei heißen, schwülen Sommertagen statt. Diese Hitze und Schwüle widerspiegelt die Angespanntheit, die erhitzte Stimmung der Gaffer auf dem Platz und das fiebrige Verhalten von Manu. Zudem ist schwüles, heißes Wetter unangenehm. So ist auch die Situation, das Geschehnis für viele Beteiligte unangenehm. Mit der Auflösung der Situation kommt der kühlende Regen. Zusätzlich macht die Beschreibung des heißen Wetters deutlich, dass sich alle Figuren zur gleichen Zeit am gleichen Ort befinden.

## Rezensionen
In seiner Anschaulichkeit ist der Roman stärker als in dieser Quintessenz. Es gibt auch in den Kapiteln ein paar Durchhänger. Gerade die Teenager-Figuren, die gemobbte Winnie und ihr Quälgeist Salome, sind etwas klischiert geraten; und der Einfall mit dem wandernden Hut ist zwar hübsch, aber arg märchenhaft. Insgesamt aber ist Simone Lappert der Schritt vom Ich zur Welt, von der Naheinstellung zur Totale, der Sprung vom ersten zum zweiten Roman auf respektgebietende Weise gelungen. Martin Ebel von der Süddeutschen Zeitung
Ein großartig geschriebenes, besonderes Buch, mit ganz besonderen Menschen aus unser aller Alltag. Manuela Haselberger von buecher-magazin.ch